# Surréalisme abstrait
Le Surréalisme abstrait est une tendance de la peinture surréaliste, caractérisée par l'application de l'« automatique » pur visant à éliminer toute représentation figurative, ce qui permet à l'artiste d'inventer son propre univers figuratif.
Apparu autour de 1920, ce courant s'est étendu en Europe. On peut citer (Joan Miró, à partir de 1924 en Espagne, André Masson et Max Ernst (pour une partie de leur production) en France, aux Pays-Bas, aux États-Unis ou en Allemagne. Le Chilien Roberto Matta est aussi  représentatif de cette mouvance. Beaucoup de ces artistes ont trouvé refuge aux États-Unis à cause du nazisme et de la Seconde Guerre mondiale, ce qui influa sur l'émergence de l'expressionnisme abstrait à New York dans les années 1940.